# Thria robusta
Thria robusta là một loài bướm đêm trong họ Noctuidae.